# Americade
Americade was een Amerikaanse metalband die in 1979 in New York werd opgericht. 

## Leden
- P.J. de Marigny - zanger (1979-1982, 1995)
- Gerard de Marigny - gitarist (1979-1982, 1989-1995)
- Greg Smith - bassist (1989, 1995)
- Walt Woodward III - drummer (1979-1982, 1995)

### Oud-leden
- Dave Spitz - bassist (1981-1982)
- Nick Sadano - bassist (1979-1981)
- Mark Weitz - zanger (1989)
- Paul Cammarate - drummer (1989)

## Discografie
- 1982 - American Metal
- 1995 -  Americade.com